# Фридберг, Евгений Евгеньевич
Евгений Евгеньевич Фридберг (1911—1985) — зам. главного конструктора одной из первых советских систем радиотехнического наблюдения космического базирования — системы «Куст-12», лауреат Государственной премии СССР.

## Биография
Родился 04.07.1911 года.
В 1937 году окончил Ленинградский индустриальный (политехнический) институт. С 1930-х гг. работал в НИИ-9. Во время блокады Ленинграда в 1941—1942 годах разработал и внедрил в производство портативные радиостанции для РККА. В ноябре 1943 в составе группы А. А. Расплетина перешёл в НИИ—108, где работал до конца жизни. В 1943—1946 зам. начальника, с 1946 по 1961 г. начальник лаборатории № 13 (радиоприемных устройств). Главный конструктор систем ПР-1 (комплекс радиотехнической разведки и помех), «Силикат» (1955, самолётная аппаратура шумовых помех), ТОН-2, К- 12. Зам. главного конструктора систем «Бриг», «Корвет», «Целина».
В 1953 году награждён орденом Трудового Красного Знамени.
Скончался 24.06.1985 года в Москве.

## Сочинения
- Михалин Б. А., Расплетин А. А., Хантвенгер М. Л., Фридберг Е. Е. и др. «Сборник материалов по схемотехническим, регулировочным и эксплуатационным характеристикам радиостанции „Север“». — Л., завод им. Козицкого, НИИ-9, 1941.

## Награды и премии
Лауреат Государственной премии СССР (в составе коллектива: В. Н. Байков, Е. Т. Гавриленко, А. В. Загорянский, М. Х Заславский, П. С. Плешаков, С. Ф. Ракитин, А. Г. Рапопорт, Л. М. Табачников, В. Г. Фёдоров, Е. Е. Фридберг).
Орден Трудового Красного Знамени (1953 г.)
Почетный радист (1944 г.)